# Withycombe
Withycombe is een civil parish in het bestuurlijke gebied Somerset West and Taunton, in het Engelse graafschap Somerset met 293 inwoners.